# Pankreaszyste
Als Pankreaszyste (oder Bauchspeicheldrüsenzyste) bezeichnet man eine krankhafte blasenförmige Bildung (Zyste) in der Bauchspeicheldrüse (Pankreas). Sie werden in echte Zysten und Pseudozysten eingeteilt.

## Einteilung und Ursachen
Pankreaszysten können mechanischer, entzündlicher oder neoplastischer Natur sein. Bei Fehlentwicklungen der Ontogenese können Zysten ebenfalls im Pankreas auftreten. Beobachtet wurden Zysten der Bauchspeicheldrüse bereits 1760 von Anton von Störck, 1863 von Rudolf Virchow und 1864 von Friedrich Daniel von Recklinghausen sowie 1867 als Acne pancreatica von Edwin Klebs. Eine Einteilung der Pankreaszysten nach ihrer Wandbeschaffenheit in echte, mit Epithel ausgekleidete, und falsche (Pseudozysten), mit fehlendem Epithel, wurde bereits 1898 von Werner Körte vorgenommen.

### Echte Zysten
Hierbei handelt es sich um mit Epithel ausgekleidete Zysten. Der Zysteninhalt enthält keine der Pankreasenzyme wie Lipase oder Amylase. Insgesamt sind die echten Zysten selten. Die echten Zysten lassen sich folgendermaßen einteilen:
- kongenitale Zysten: Die angeborenen Zysten können gelegentlich mit Zystennieren und Zystenlebern vergesellschaftet sein.
- Retentionszysten: Sie entstehen durch die Verengung und die nachfolgende Auftreibung eines Pankreasganges. Die Retentionszysten treten oft im Rahmen einer chronischen Pankreatitis auf. Die mit Gangepithel ausgekleideten Zysten sind klein, multipel und stehen mit dem Ductus pancreaticus im Kontakt.
- neoplastische Zysten oder Proliferationszysten: Hierbei handelt es sich meist um Zystadenome oder Zystadenokarzinome. Sie können die Gestalt einer einkammerigen Zyste annehmen, welche sich durch bildgebende Verfahren (z. B. Sonographie) nicht von den Pseudozysten unterscheiden lassen. Die Wände dieser Zysten bestehen aus Tumorepithel.
- Degenerationszysten.

### Pseudozysten
Diese „falschen Zysten“ (Pseudozysten) ohne Epithelauskleidung sind die häufigsten Zysten der Bauchspeicheldrüsen und entstehen meist durch eine Verletzung (Trauma) des Pankreas, eine akute Pankreatitis oder eine chronisch rezidivierende Pankreatitis. Die Begrenzung dieser falschen Zysten besteht, im Gegensatz zu den echten Zysten, aus narbigem Bindegewebe. Durch die Pankreasenzyme kommt es zu einer Selbstverdauung des Pankreasgewebes, wobei die Verbindung zum Gangsystem erhalten bleiben kann. Pseudozysten enthalten entweder seröse oder blutige (hämorrhagische) Flüssigkeit, auch nekrotische Gewebsreste können enthalten sein.

## Symptome
Je nach Größe kann es zu in den Rücken ausstrahlenden Oberbauchschmerzen und Koliken kommen. Eventuell lässt sich ein Tumor im Oberbauch tasten. Häufig bleiben Pankreaszysten asymptomatisch.

## Diagnose
Mittels Sonographie lassen sich Pankreaszysten gut darstellen, unter Umständen sind eine Computertomographie, ERCP oder Angiographie angezeigt. Bei Pankreasverletzungen kann eine Lavage des Bauchraumes indiziert sein, um dann die Amylase und Lipase zu bestimmen.

## Therapie
Zysten, die durch Pankreatitis entstehen, können sich spontan zurückbilden, sie werden daher zunächst beobachtet.
Chirurgische Eingriffe zur Beseitigung einer Bauchspeicheldrüsenzyste sind seit 1881 belegt, darunter die 1882 von Carl Gussenbauer eingeführte Marsupialisation wie sie 1886 auch Ernst Küster erfolgreich anwendete. Verursacht die Zyste aufgrund ihrer Größe Beschwerden, so kann eine Drainage erfolgen. Mit einem Duodenoskop oder einem kombinierten Endosonographie-Gastroskop wird durch Magen oder Zwölffingerdarm ein Loch in die Magen- bzw. Darmwand zur Pankreaszyste geschnitten und anschließend ein Plastikröhrchen (Stent) in dieses Loch eingelegt. Durch diesen Stent (eine bereits in den 1920er Jahren von Jedlička, Henle und F. Kerschner ähnlich durchgeführte Zystogastrostomie, Zystojejunostomie bzw. Zystoduodenostomie) kann die Zystenflüssigkeit ablaufen. Nach rund 3 Monaten sind die Zysten in aller Regel entleert und die Zystenwände miteinander verklebt. Der Stent kann nun entfernt werden. 
Befindet sich Eiter in der Zyste, erweitert man das Loch mittels aufblasbarem Katheter, bis ein Endoskop durch das Loch in die Zyste eingeführt werden kann. Mit dem Endoskop kann man nun Schorf und   nekrotisches Material abtragen. Durch die endoskopische Vorgehensweise sind chirurgische Entlastungsoperationen im Allgemeinen nicht erforderlich.

## Komplikationen
Es kann zu Blutungen, Abszessen und Aszitesbildung kommen. Weiterhin kann der Zwölffingerdarm verlegt werden. Bei Obstruktion des Gallenganges ist ein Ikterus möglich.